# Благородно сладко вино
Благородно сладко вино е десертно вино, получено от най-малко 85 на сто добре узряло завехнало грозде или нападнато от благородната плесен Botrytis Cinerea, с начално минимално естествено захарно съдържание на гроздовата мъст – 212 грама на литър. Естественото алкохолно съдържание на благородно сладките вина не може да бъде по-малко от 12 обемни процента.

## Технология на благородно сладките вина
При ферментацията голяма част от захарите не могат да се трансформират в алкохол и получените вина са с високо захарно съдържание. Ферментацията и отлежаването на благородно сладки вина се извършва във ферментационни резервоари според прилаганата технология при по-ниски температури или в някои случаи със загряване на гроздето или гроздовата каша до температура 60 градуса по Целзий.
Начините за получаването на грозде с високо захарно съдържание са няколко.
Най-масово използваният е оставяне на гроздето на лозата за по-късен гроздобер с цел допълнително натрупване на захари и ароматни вещества в тях. При това забавяне на гроздобера гроздето натрупва повече захари и започва да стафидизира. Получените вина се наричат „вина от късен гроздобер“. Друг подобен способ познат най-вече в Италия за производство на виното „Речото“ и във Франция, където такова вино е известно като „сламено вино“, е т.нар. метод „пасито“, при който гроздето се окачва в проветриви помещения или се разстилат върху сламени рогозки до тяхното стафидизиране. По тези начини се приготвят т.нар. стафидени вина.
Друг метод се използва, когато гроздето е подложено на влиянието на т.нар. „благородна плесен“ (Botrytis Cinerea), благодарение на която гроздовите зърна се свиват (стафидират), водното им съдържание намалява, и се увеличават количеството на захарите и ароматните компоненти. Най-известните вина направени с такова грозде са някои от десертните вина на Сотерн, Франция и на Токай, Унгария. По този метод се приготвят т.нар. ботритизирани вина. Те също са „вина от късен гроздобер“.
И последният и най-рядко срещан способ е оставянето на гроздето и през зимата с цел замръзването му на лозите. Гроздоберът за такова грозде, което е стафидирало и замръзнало, се прави през месец януари и началото на февруари. Вината направени с такова грозде се наричат „ледени вина“ и се правят в Канада и северните райони на Германия.